# Rue Maurice-Duval
La rue Maurice-Duval est une rue de Nantes.

## Situation et accès
Située dans le centre-ville de Nantes, longue d'environ 75 mètres, cette artère bitumée, ouverte à la circulation, part de la place Roger-Salengro pour aboutir place du Port-Communeau.

## Origine du nom
Préfet de Loire-Inférieure durant la monarchie de Juillet Maurice Duval qui, nommé en 1832, fut révoqué en 1840. En 1851, après le coup d'Etat de Louis-Napoléon Bonaparte, Maurice Duval est nommé « Commissaire extraordinaire pour les départements de l'Ouest » ; il rétablira Ferdinand Favre comme maire de Nantes et confirmera Jean Gauja comme préfet de Loire-Inférieure.

## Historique
Au XVIe siècle, elle formait une partie de la « rue des Caves », qui comprenait aussi naguère la rue Léon-Blum. Ce nom venait du fait que cette voie était située au pied de la butte près des marais de l’Erdre, et était bordée de pauvres maisons, er se trouvait donc beaucoup plus basse que les terrains du bastion Saint-André. Dès 1515, les religieuses dites « Cordelières de Sainte-Élisabeth » s'y installent.
Cette rue devait être autrefois étroite, car dans une lettre de 1823, on se plaint que deux charrettes ne pouvaient s’y rencontrer sans endommager les murs des maisons riveraines, les habitants demandant l’autorisation d’y placer des bornes pour tenter de remédier au problème.
Elle porte son nom actuel depuis 1857.

## Bâtiments remarquables et lieux de mémoire
Le côté nord de la rue est bordé par les bâtiments de l'Hôtel de préfecture construits dans les années 1960.